# Акобия, Марина Дазмировна
Марина Дазмировна Акобия (род. 12 января 1975, Волгоград) — российская ватерполистка, бронзовый призёр Олимпийских игр 2000. Заслуженный мастер спорта России (2000).
В женской сборной команде России по водному поло с 1993. В 1993 на чемпионате Европы заняла 2-е место. В 1997 году на чемпионате Европы, а также на Кубке мира в составе женской сборной России по водному поло заняла 2-е место. В 1999 на чемпионате Европы выиграла бронзовую награду. 23 сентября 2000 на Олимпиаде в Сиднее (Австралия) завоевала бронзовую медаль в соревнованиях по водному поло среди женщин.
В 1996 и 1998 на Кубке европейских чемпионов в составе команды «СКИФ» (Москва) заняла 2-е место, а в 1997 и 1999 на Кубке европейских чемпионов заняла 1-е место.
В 2001 году награждена медалью ордена «За заслуги перед Отечеством» II степени.
По завершении спортивной карьеры полгода работала помощником тренера в ватерпольном клубе Штурм-2002, где ранее выступала в качестве игрока.